# Édouard Valéry
Édouard Valéry (n. 29 februarie 1924, La Coquille, Aquitaine, Franța – d. 15 septembrie 2010, Sarlat-la-Canéda, Aquitaine, Franța) a fost un membru al Rezistenței franceze. Fratele său Henri a fost, de asemenea, membru al Rezistenței. 
Édouard Valéry a fost membru al mișcării de rezistență înființate de Edmond Michelet. În Corrèze a participat la mai multe sabotaje. Fratele lui Édouard, Henri, a strălucit în legăturile și sprijinul logistic din zona de sud. A reușit să scape de Gestapo, din Lyon, și de liderul său Klaus Barbie, care îl arestase pe Jean Moulin. După eliberare s-a întors la Corrèze. 
La Eliberare, Édouard Valéry era șeful biroului 1 al statului major al Forțelor Franceze de Interne (FFI) din Dordogne cu gradul de comandant. S-a căsătorit în Périgueux în 1945 cu Solange Sanfourche, care era rezistentă (nom de guerre: Marie-Claude) ca secretar de dactilografiere și ofițer de legătură.